# East Canton
East Canton is een dorp (village) in de Amerikaanse staat Ohio, en valt bestuurlijk gezien onder Stark County. De naam van de plaats verwijst naar de nabijgelegen stad Canton.

## Demografie
Bij de volkstelling in 2000 werd het aantal inwoners vastgesteld op 1629.
In 2006 is het aantal inwoners door het United States Census Bureau geschat op 1613, een daling van 16 (-1,0%).

## Geografie
Volgens het United States Census Bureau beslaat de plaats een oppervlakte van
3,4 km², geheel bestaande uit land.

## Plaatsen in de nabije omgeving
De onderstaande figuur toont nabijgelegen plaatsen in een straal van 16 km rond East Canton.